# Eduard Spelterini
Eduard Spelterini, de son vrai nom Eduard Schweizer, né le 2 juin 1852 à Bazenheid dans le canton de Saint-Gall et mort le 16 juin 1931 à Vöcklabruck en Haute-Autriche, est un pionnier suisse de l'aérostat et un photographe.

## Biographie
Après avoir suivi ses études à l'Académie d'aérostation à Paris de 1873 à 1876, il s'établit à son compte pour effectuer des vols en Europe, et en Afrique. Il réalise en particulier la première traversée des Alpes en 1898.

## Publications
- Über den Wolken, Zurich, Brunner & Co A. G., 1928.

## Expositions
- 18 août - 11 novembre 2007 : Eduard Spelterini. Fotografien des Ballonpioniers, Museum im Bellpark, Kriens[3].

## Hommages
Les Chemins de fer fédéraux suisses ont baptisé en 2005 une rame de RABDe 500 du nom de « Eduard Spelterini ».
À Saint-Gall, une école et un parking ont aussi été nommé en son hommage,.
À Berne, Bazenheid et Lucerne, des rues portent son nom,,.

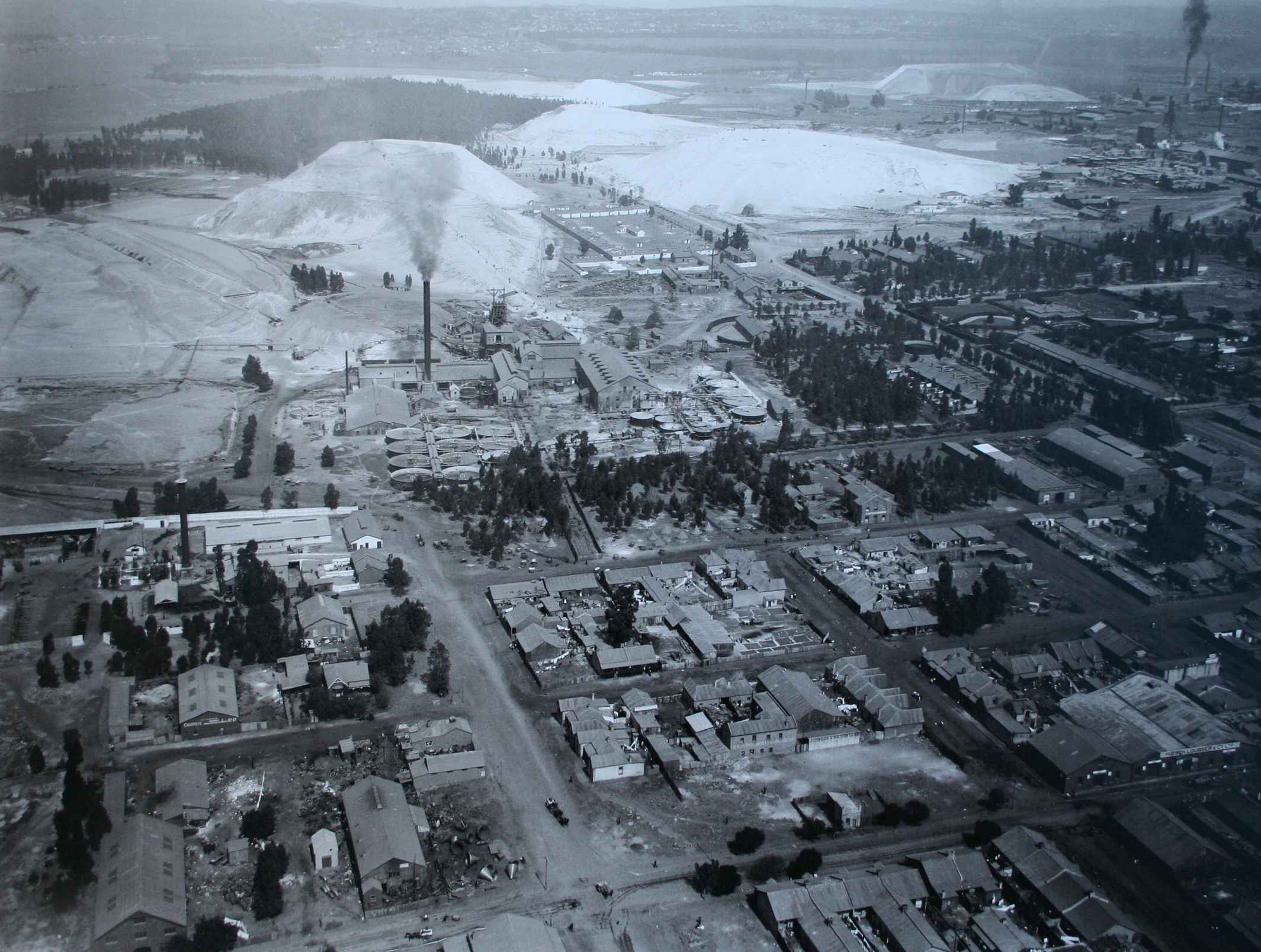
Ville et mine d'or, Johannesburg, Afrique du Sud, 9 juillet 1911.
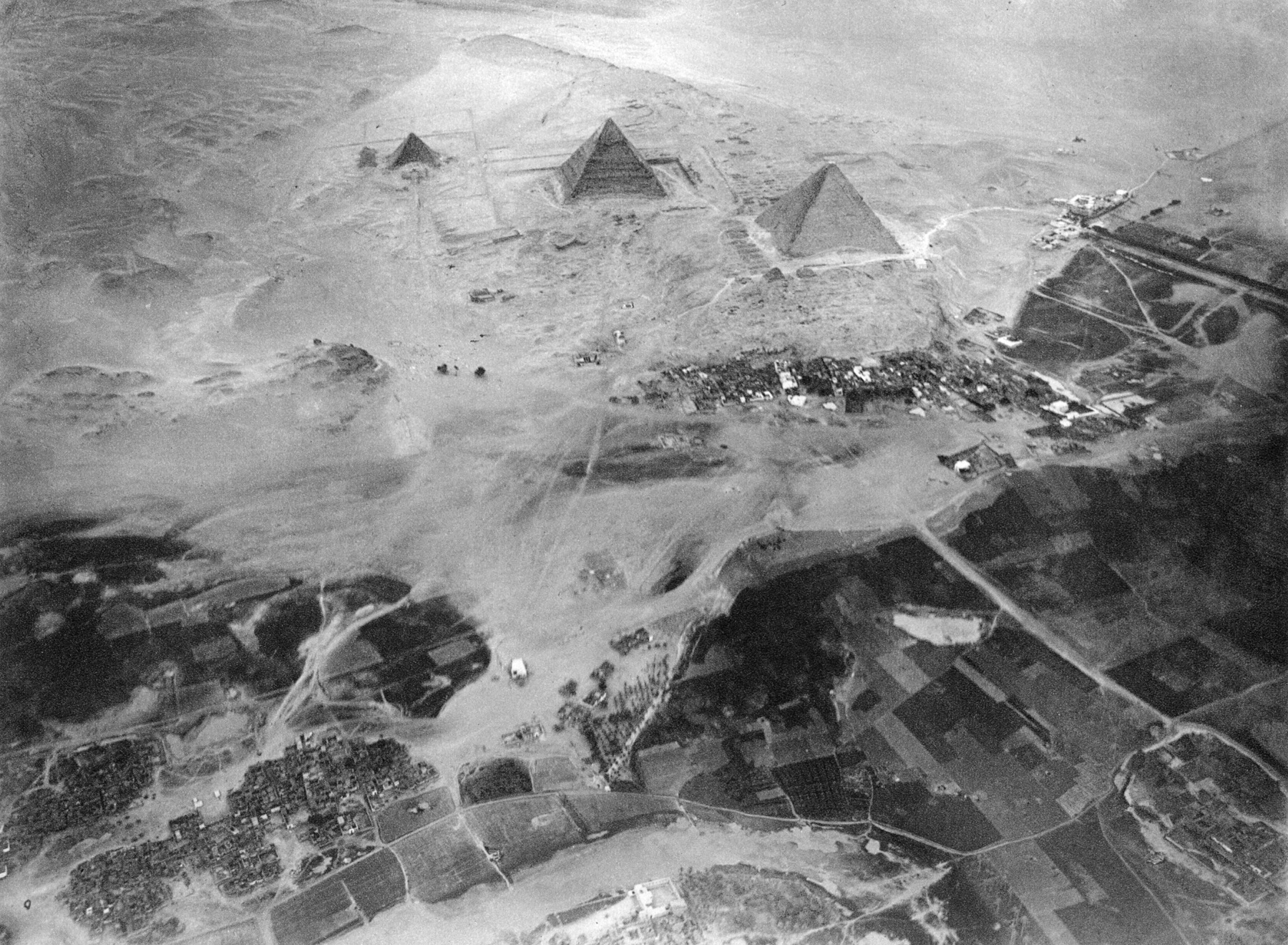
Les pyramides de Gizeh, en Égypte. De gauche à droite : Mykérinos, Khéphren et Khéops. Photographie prise depuis un ballon flottant à 600 mètres d'altitude. 21 novembre 1904.